# Viktoria-Luise-Platz (metropolitana di Berlino)
La stazione di Viktoria-Luise-Platz è una stazione della metropolitana di Berlino, sulla linea U4. Si trova al di sotto dell'omonima piazza.
È posta sotto tutela monumentale (Denkmalschutz).